# Démetas

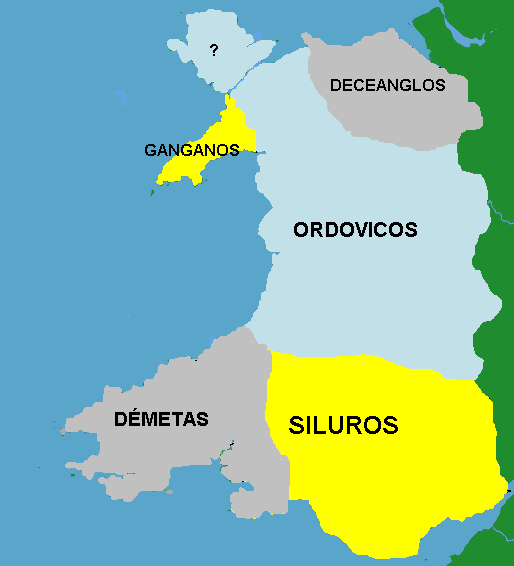
Tribus de Gales durante la invasión romana. La posición exacta de las fronteras es motivo de debate.

Los démetas fueron una tribu celta que habitó en Britania, concretamente en los territorios de Pembrokeshire y Carmarthenshire, ubicados en el sudoeste de Gales. La región de Dyfed les debe su nombre.
Son mencionados por Claudio Ptolomeo en su obra Geographia como una tribu situada al este de los siluros. Ptolomeo habla también de sus dos ciudades Moridunum (moderna Carmarthen) y Luentinum (identificada con las Minas de oro de Dolaucothi, ubicadas cerca de Pumsaint, Carmarthenshire). Por su parte, el historiador Tácito no los menciona en su obra Agricola al centrarse en las tribus de los siluros y los ordovicos.
Vortiporio es uno de los reyes que Gildas condena en su polémica obra De Excidio Britanniae (siglo VI). Esto probablemente significa que formaran parte del Reino de Dyfed, dentro del marco de la Britania posromana.